# Jedem das Seine

Jedem das Seine est une traduction allemande de Suum cuique, une phrase latine signifiant « À chacun le sien ». Le sens idiomatique de l'expression Jedem das Seine est « Chacun reçoit ce qu'il mérite». Cela peut aussi se traduire par « à chacun son du »,

## Histoire

### Antiquité
L'expression latine remonte à un vieux principe grec de justice qui se traduit littéralement en « À chacun le sien », mais avec le sens idiomatique de « à chacun ce qu'il mérite » ou « à chacun selon ses mérites ». Dans République, Platon conclut que « la justice, c'est quand chacun prend soin de ses affaires, et s'abstient de s'ingérer dans les affaires d'autrui » (grec ancien : …τὸ τὰ αὑτοῦ πράττειν καὶ μὴ πολυπραγμονεῖν δικαιοσύνη ἐστί…, 4.433a). Tout le monde devrait faire selon ses capacités et ses moyens pour servir le pays et la société dans l'ensemble. En outre, Chacun doit recevoir « ses siens » (par exemple, les droits) et ne peut être privé de « ses siens » (par exemple, la propriété) (433E).
La phrase a été rendue célèbre par l'auteur, orateur et homme politique Romain Cicéron (106 BC - 43 BC): justitia, quae suum cuique distribuit (« la justice, qui distribue à chacun son dû », De Natura Deorum, III, 38).
L'expression se retrouve dans l'introduction des Institutes de Justinien. Ainsi pour définir la justice : « Justicia est constans et perpetua voluntas jus suum cuique tribuendi » (« La justice est la volonté constante et perpétuelle de rendre à chacun ce qui lui est dû.). Et « § 3 Juris praecepta sunt haec : honeste vivere, alterum non laedere, suum cuique tribuere (§ 3 Les préceptes du droit sont de vivre honnêtement, de ne faire tort à personne, et de rendre à chacun le sien »).

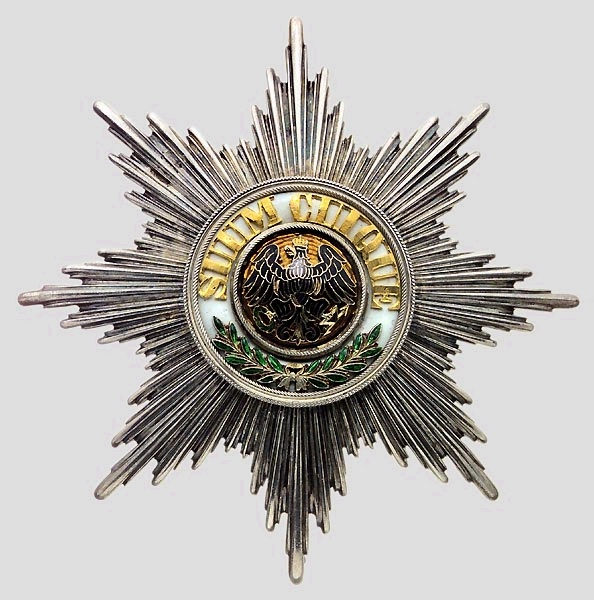
L'Ordre de l'Aigle noir avec le slogan suum cuique dans le centre du médaillon

### Prusse
L'Ordre de l'Aigle noir (en allemand : Hohe Orden vom Schwarzen Adler) était l'ordre de chevalerie le plus élevé au Royaume de Prusse au temps de Frédéric II. La devise de l'Ordre de l'Aigle noir était : Suum cuique et cette devise est toujours utilisée par la police militaire allemande (le Feldjäger). C'était un symbole du libéralisme et de la tolérance religieuse au royaume de Prusse, ce qui signifie que « chacun peut faire comme il le souhaite », mais tous les citoyens doivent s'unir dans leur soutien de la Prusse.

### Allemagne nazie

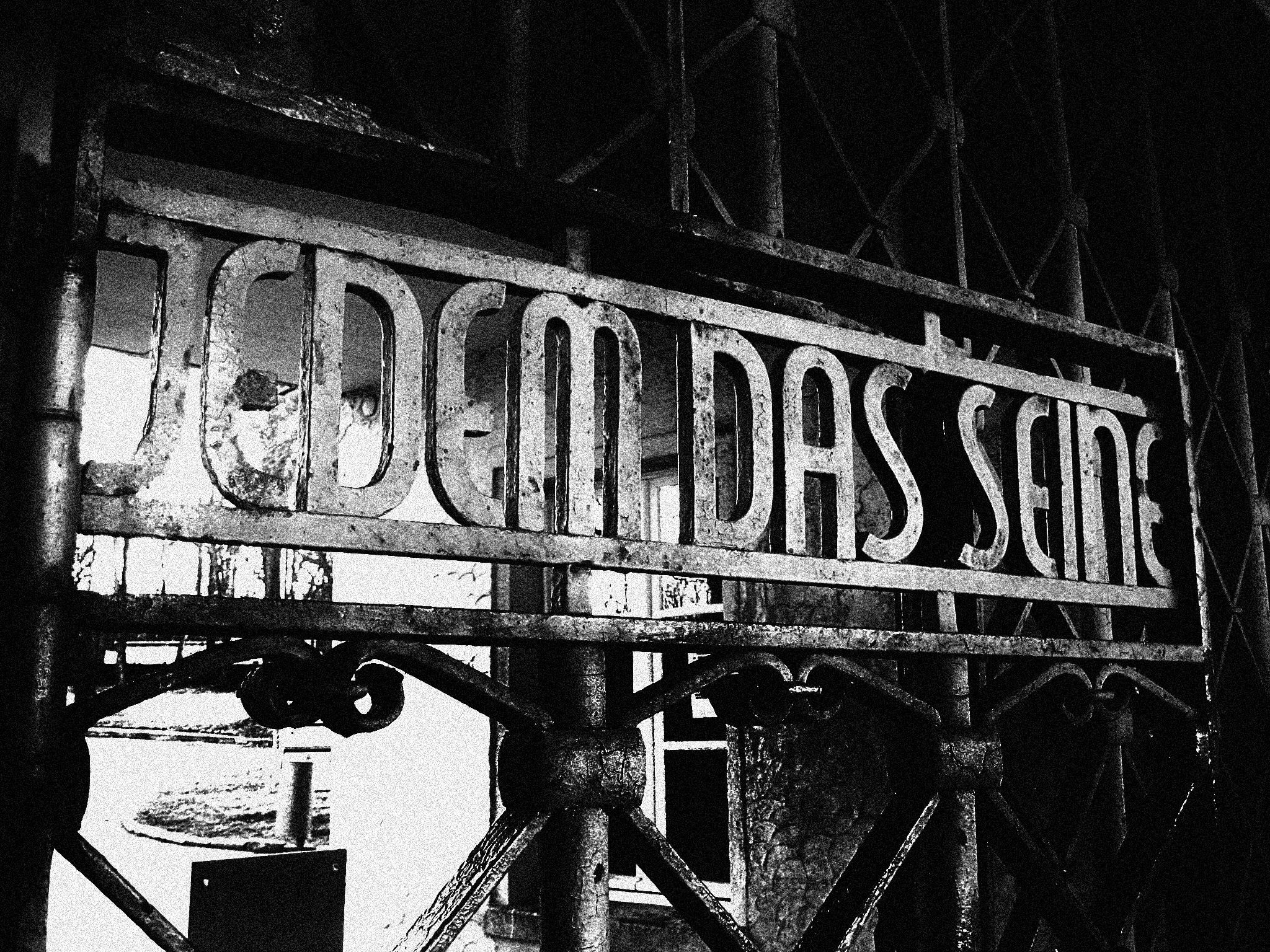
La grille d'entrée principale à Buchenwald, avec le slogan Jedem das Seine

En 1937, les nazis construisent le camp de concentration de Buchenwald, près de Weimar, en Allemagne. Le slogan Jedem das Seine a été placé au-dessus de la grille d'entrée principale. L’autorité SS du camp avait demandé au graphiste et architecte Franz Ehrlich, interné au camp pour communisme, de proposer une calligraphie pour cette inscription. Ehrlich la dessina dans le plus pur style du Bauhaus, dont il avait été l’élève, alors que les Nazis exécraient cette école. Jedem das Seine était une phrase de propagande typique de l'époque, semblable à Arbeit macht frei. (En allemand, Arbeit macht frei signifie « Le travail rend libre »). Arbeit macht frei était le slogan placé au-dessus des entrées d'autres camps de concentration, notamment Auschwitz, Dachau, Gross-Rosen, Sachsenhausen et Theresienstadt..

## Autres usages

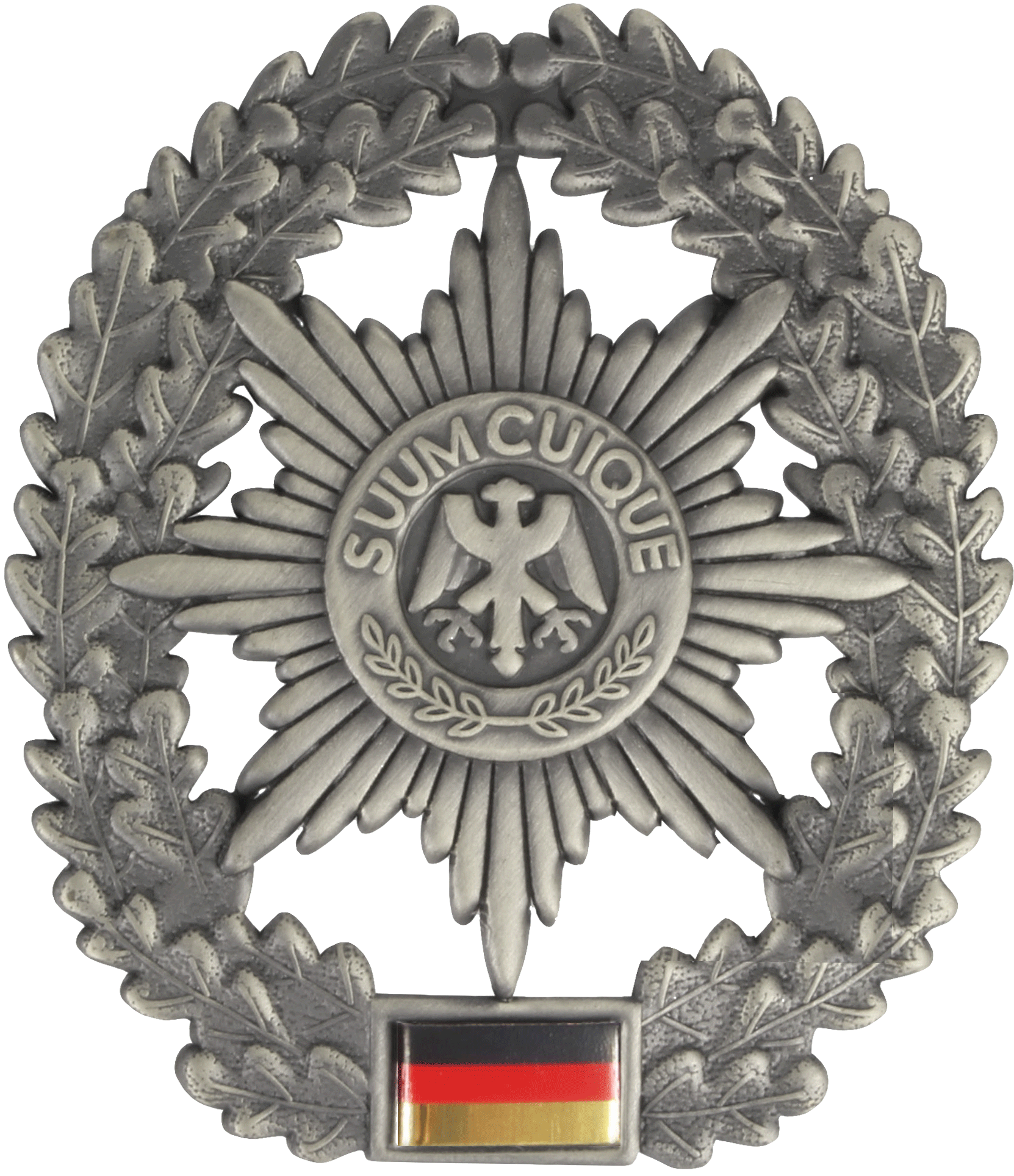
BW Barettabzeichen Feldjäger

L'expression est encore couramment utilisée comme un proverbe dans les pays de langue allemande. C'est également le titre d'une cantate de Johann Sebastian Bach (BWV 163) : Jedem nur das Seine, qui a été composée pour le 23e dimanche après la Trinité.
Plusieurs campagnes de publicité modernes de langue allemande, y compris des annonces de Nokia, Rewe group, Burger King et Merkur Bank ont été entachées par la controverse après avoir utilisé l'expression Jedem das Seine ou Jedem den Seinen. 
En mars 2009, un groupe d'étudiants associés à l'Union chrétienne-démocrate a utilisé ce slogan pour une campagne d'éducation dans la Rhénanie-du-Nord-Westphalie en Allemagne, mais l'a retiré par la suite en raison d'un tollé général.
Cette expression sert de devise à diverses facultés de par le monde : Faculty of Advocates (en) en Écosse, l'université de Varsovie, l'université de Lund en Suède, l'université de Bahia, au Brésil.